# KISS Alive! 1975-2000
KISS Alive! 1975-2000 är en samlingsbox med fyra live-CD av den amerikanska hårdrocksgruppen KISS. Boxen utgavs den 21 november 2006 och innehåller Alive! (1975), Alive II (1977), Alive III (1993) samt Alive! The Millennium Concert (Vancouver 2000).

## Låtförteckning
Alive!
1. "Deuce" – 3:32 - (Simmons)
2. "Strutter" – 3:12 - (Stanley/Simmons)
3. "Got To Choose" – 3:35 - (Stanley)
4. "Hotter Than Hell" – 3:11 - (Stanley)
5. "Firehouse" – 3:42 - (Stanley)
6. "Nothin' To Lose" – 3:23 - (Simmons)
7. "C'mon and Love Me" – 2:52 - (Stanley)
8. "Parasite" – 3:21 - (Frehley)
9. "She" – 6:42 - (Simmons/Coronel)
10. "Watchin' You" – 3:51 - (Simmons)
11. "100,000 Years" – 12:10 - (Stanley/Simmons)
12. "Black Diamond" – 5:50 - (Stanley)
13. "Rock Bottom" – 4:59 - (Frehley/Stanley)
14. "Cold Gin" – 5:43 - (Frehley)
15. "Rock and Roll All Nite" – 4:23 - (Simmons/Stanley)
16. "Let Me Go, Rock 'N Roll" – 5:45 - (Simmons/Stanley)

Alive II
1. "Detroit Rock City" – 3:58 - (Stanley/Ezrin)
2. "King Of The Night Time World" – 3:06 - (Stanley/Fowler/Ezrin/Anthony)
3. "Ladies Room" – 3:11 - (Simmons)
4. "Makin' Love" – 3:13 - (Stanley)
5. "Love Gun" – 3:34 - (Stanley)
6. "Calling Dr. Love" – 3:32 - (Simmons)
7. "Christine Sixteen" – 2:45 - (Simmons)
8. "Shock Me" – 5:51 - (Frehley)
9. "Hard Luck Woman" – 3:06 - (Stanley)
10. "Tomorrow And Tonight" – 3:20 - (Stanley)
11. "I Stole Your Love" – 3:36 - (Stanley)
12. "Beth" – 2:24 - (Criss/Pendrige/Ezrin)
13. "God Of Thunder" – 5:16 - (Stanley)
14. "I Want You" – 4:14 - (Stanley)
15. "Shout It Out Loud" – 3:37 - (Stanley/Simmons/Ezrin)
16. "All American Man" – 3:13 - (Stanley/Delaney)
17. "Rockin' In The U.S.A."– 2:44 - (Simmons)
18. "Larger Than Life" – 3:55 - (Simmons)
19. "Rocket Ride" – 4:07 - (Frehley/Delaney)
20. "Any Way You Want It" – 2:33 - (Dave Clark)
21. "Rock and Roll All Nite" (singelversionen) - (Stanley/Simmons)

Alive III
1. "Creatures of the Night" – 4:40 - (Stanley/Mitchell)
2. "Deuce" – 3:42 - (Simmons)
3. "I Just Wanna" – 4:21 - (Stanley/Vincent)
4. "Unholy" – 3:43 - (Simmons/Vincent)
5. "Heaven's On Fire" – 4:02 - (Stanley/Child)
6. "Watchin' You" – 3:35 - (Simmons)
7. "Domino" – 3:47 - (Simmons)
8. "I Was Made For Lovin' You" – 4:31 - (Stanley/Poncia/Child)
9. "I Still Love You" – 6:04 - (Stanley/Vincent)
10. "Rock and Roll All Nite" – 3:33 - (Simmons/Stanley)
11. "Lick It Up" – 4:18 - (Stanley/Vincent)
12. "Forever" – 4:20 - (Stanley/Bolton)
13. "Take It Off" (bonusspår) - (Stanley/Ezrin/Roberts)
14. "I Love It Loud" – 3:40 - (Simmons/Vincent)
15. "Detroit Rock City" – 5:11 - (Stanley/Ezrin)
16. "God Gave Rock 'N' Roll To You II" – 5:21 - (Ballard/Stanley/Simmons/Ezrin)
17. "The Star Spangled Banner"– 2:38 - (Scott Key)

Alive! The Millennium Concert
1. "Psycho Circus" - (Stanley/Cuomo)
2. "Shout It Out Loud" - (Stanley/Simmons/Ezrin)
3. "Deuce" - (Simmons)
4. "Heaven's On Fire" - (Stanley/Child)
5. "Into The Void" - (Frehley/Cochran)
6. "Firehouse" - (Stanley)
7. "Do You Love Me?" - (Stanley/Fowler)
8. "Let Me Go, Rock 'N Roll" - (Simmons/Stanley)
9. "I Love It Loud" - (Simmons/Vincent)
10. "Lick It Up" - (Stanley/Vincent)
11. "100,000 Years" - (Stanley/Simmons)
12. "Love Gun" - (Stanley)
13. "Black Diamond" - (Stanley)
14. "Beth" - (Criss/Pendrige/Ezrin)
15. "Rock And Roll All Nite" - (Simmons/Stanley)
16. "2,000 Man" - (Richards/Jagger)
17. "God Of Thunder" - (Stanley)
18. "Detroit Rock City" - (Stanley/Ezrin)